# Daniel P. Mannix
Daniel Pratt Mannix IV (Filadelfia, 27 ottobre 1911 – Malvern, 29 gennaio 1997) è stato uno scrittore statunitense.

## Biografia
Nato in Pennsylvania da una famiglia con una lunga storia di servizio nella marina militare statunitense, ebbe una vita piuttosto avventurosa e lavorò anche in un circo itinerante. Noto per aver scritto nel 1958 il libro Those About to Die, sulla cui trama si sarebbe basato Ridley Scott per il film Il gladiatore e la miniserie Those About to Die, nel 1967, The Fox and the Hound, da cui venne tratto il film d'animazione disneyano Red e Toby - Nemiciamici.